# Steatoda concolor
Espèce
Synonymes
- Teutana triangulosa concolor Caporiacco, 1933

Steatoda concolor est une espèce d'araignées aranéomorphes de la famille des Theridiidae.

## Distribution
Cette espèce se rencontre en Libye, en Tunisie et en Algérie.

## Description
Les mâles mesurent de 3,40 à 4,60 mm et les femelles de 3,75 à 4,85 mm.

## Systématique et taxinomie
Cette espèce a été décrite sous le protonyme Teutana triangulosa concolor par Caporiacco en 1933. En 1957, elle suit son espèce dans le genre Steatoda.. Elle est élevée au rang d'espèce par Van Keer, Bosselaers et Oger en 2024.

## Publication originale
- Caporiacco, 1933 : « Araneidi. Spedizione scientifica all'oasi di Cufra (Marzo-Luglio 1931). » Annali del Museo Civico di Storia Naturale di Genova, vol. 56, p. 311-340.